# Das Käthchen von Heilbronn (opéra)
Personnages
- Friedrich Wetter, comte vom Strahl (ténor)
- Kunigunde, Freifrau von Thurneck (soprano)
- Le rhingrave de Stein (baryton)
- Theobald Friedeborn, armurier de Heilbronn (baryton)
- Käthchen, sa fille (soprano)
- Gottschalk, jeune écuyer du comte vom Strahl (ténor)
- Leonore, gouvernante de la maison de Friedebornschen (mezzosoprano)
- La vigie et le portier du château de Thurneck (basses)

Das Käthchen von Heilbronn est un opéra de Carl Martin Reinthaler sur un livret de Heinrich Bulthaupt, adaptation de La Petite Catherine de Heilbronn, drame de Heinrich von Kleist.

## Argument

### Premier acte
Alors que Friedrich Wetter comte de Strahl se bat dans la ville contre le rhingrave de Stein au sujet de Kunigunde von Thurneck, Käthchen, fille de l'armurier veuf Théobald qui, de son côté, est encore complètement occupée par le rêve qu'elle a fait le jour de l'an. Quand le comte Friedrich, victorieux, entre dans la forge de son père pour faire réparer ses armes, il est étrangement ému. Käthchen reconnaît immédiatement en lui la figure du rêve. Friedrich, d'autre part, la rejette et se précipite vers Kunigunde. Käthchen tombe comme en transe.

### Deuxième acte
Au château-fort de Thurneck, on attend l'arrivée de Kunigunde et Friedrich. Déguisé en pèlerin, le rhingrave apparaît et cherche à se venger des deux. Kunigunde et Friedrich évoquent leur amour. Käthchen atteint le château et rappelle son rêve à nouveau. Quand Friedrich la remarque, il la rejette, Kunigunde lui envoie même les chiens. Soudain, le père de Käthchen, Theobald, arrive et accuse le comte d'avoir envoûté Käthchen. Friedrich est capable de persuader Käthchen de rentrer à la maison avec son père.

### Troisième acte
Käthchen décide d'entrer dans un monastère. Elle a la vision que le rhingrave projette avec ses partisans d'enlever Kunigunde et de brûler le château-fort de Thurneck. Pendant ce temps, le comte vom Strahl est tourmenté par des cauchemars : les ancêtres l'appellent à la bataille, en même temps il n'arrête pas de penser à Käthchen. Elle apparaît alors et met en garde contre l'attaque du rhingrave. Mais le château brûle déjà, et Kunigunde envoie Käthchen sous un prétexte dans le bâtiment en feu, sûre d'une mort certaine.

### Quatrième acte
Un chérubin sauve Käthchen de la mort ardente. Elle se trouve sous un buisson de sureau et parle dans son sommeil de son rêve. Maintenant, le comte reconnaît en elle l'élue et ils se retrouvent. Käthchen maudit, mais Theobald bénit le couple.

## Source de la traduction
- (de) Cet article est partiellement ou en totalité issu de l’article de Wikipédia en allemand intitulé « Das Käthchen von Heilbronn (Oper) » (voir la liste des auteurs).